# Clinteroides hirta
Clinteroides hirta är en skalbaggsart som beskrevs av Conrad L. Schoch 1898. Clinteroides hirta ingår i släktet Clinteroides och familjen Cetoniidae. Inga underarter finns listade i Catalogue of Life.